# Joaquim Ribeiro

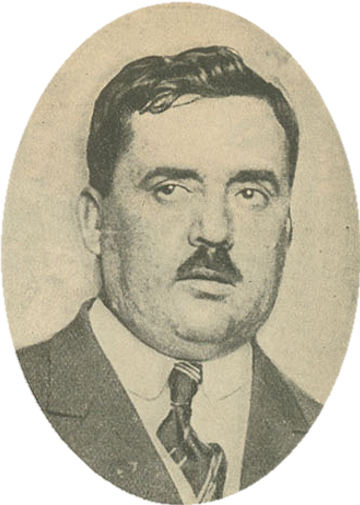
Joaquim Ribeiro

Joaquim António de Melo e Castro Ribeiro (1882 — 1953) foi um político português responsável pelo ministério da Agricultura de 13 de Agosto a 15 de Novembro de 1923, e de 28 de Fevereiro a 16 de Julho de 1924.